# Кузнецов Ігор Михайлович
Ігор Михайлович Кузнецов (нар. 19 жовтня 1955, Алма-Ата, Казахська РСР, СРСР) — радянський і казахський хокеїст, нападник.

## Ігрова кар'єра
В 70-х роках виступав у командах «Буревісник» (Алма-Ата), «Автомобіліст» (Караганда), СКА (Новосибірськ) і «Торпедо» (Усть-Каменогорськ). В чемпіонаті 1979/80 усть-каменогорці перемогли у перехідному турнірі серед команд другої ліги і здобули путівку до другого дивізіону радянського хокею. 1979 року партнери обрали Кузнецова капітаном команди.
Найкращий снайпер першої ліги в чемпіонаті 1985/86 — 53 голи. В наступному сезоні дует форвардів Борис Александров — Ігор Кузнецов закинув у ворота суперників 125 шайб, а «Торпедо» здобуло путівку до вищої ліги.
Був серед лідерів тандем усть-каменогорців і на першому етапі чемпіонату 1987/88; після 26 ігор у Александрова — 33 (21+12), у Кузнецова — 27 (20+7). Але в другій половині сезону «Торпедо» грало в перехідному турнірі з командами першої ліги, а нападники, згідно з регламентом, вибули з суперечки за титул найкращого бомбардира.
Сезон 1988/89 став для Кузнецова останнім у складі казахського клубу. «Торпедо» посіло друге місце у перехідному турнірі і повернулося до еліти радянського хокею, а особистий доробок нападника склав 90 набраних очок (44+46).
З 1989 по 1991 рік захищав кольори клубу ГПК з фінського міста Гямеенлінна. У першому сезоні став найкращим асистентом СМ-ліги і другим — за кількістю набраних очок. У боротьбі за титул найкращого бомбардира чемпіонату Фінляндії Кузнецова, на один пункт, випередив майбутній чемпіон світу Раймо Сумманен з команди «Ільвес».
Два останні сезони провів у складі німецького «Ратінгена». Тут його партнерами були олімпійські чемпіони Валерій Васильєв, Сергій Свєтлов, а також «торпедівці» Олександр Енгель, Андрій Фукс і Борис Фукс. Вніс вагомий внесок у здобуття путівки до бундесліги, а на початку наступного турніру отримав тяжку травму і був вимушений завершити виступи на хокейних майданчиках.

## Статистика
| Сезон              | Клуб                      | Вища ліга | Вища ліга | Вища ліга | Вища ліга | Вища ліга | Перша ліга | Перша ліга | Перша ліга | Перша ліга | Перша ліга | Друга ліга | Друга ліга | Друга ліга | Друга ліга | Друга ліга |
| Сезон              | Клуб                      | І         | Г         | П         | О         | ШХ        | І          | Г          | П          | О          | ШХ         | І          | Г          | П          | О          | ШХ         |
| ------------------ | ------------------------- | --------- | --------- | --------- | --------- | --------- | ---------- | ---------- | ---------- | ---------- | ---------- | ---------- | ---------- | ---------- | ---------- | ---------- |
| 1973/74            | «Енбек» (Алма-Ата)        | —         | —         | —         | —         | —         | 1          | 0          | 0          | 0          | 0          | —          | —          | —          | —          | —          |
| 1974/75            | «Енбек» (Алма-Ата)        | —         | —         | —         | —         | —         | 37         | 4          | 4          | 8          | 14         | —          | —          | —          | —          | —          |
| 1975/76            | «Будівельник» (Караганда) | —         | —         | —         | —         | —         | —          | —          | —          | —          | —          |            | 4          |            |            |            |
| 1976/77            | «Будівельник» (Караганда) | —         | —         | —         | —         | —         | —          | —          | —          | —          | —          |            | 3          |            |            |            |
|                    | «Торпедо» У-К             | —         | —         | —         | —         | —         | 14         | 8          | 0          | 8          | 10         | —          | —          | —          | —          | —          |
| 1977/78            | СКА (Новосибірськ)        | —         | —         | —         | —         | —         | —          | —          | —          | —          | —          |            | 18         |            |            |            |
| 1978/79            | СКА (Новосибірськ)        | —         | —         | —         | —         | —         | —          | —          | —          | —          | —          | 44         | 26         | 18         | 44         | 35         |
| 1979/80            | «Торпедо» У-К             | —         | —         | —         | —         | —         | —          | —          | —          | —          | —          | 43         | 29         | 26         | 55         | 16         |
| 1980/81            | «Торпедо» У-К             | —         | —         | —         | —         | —         |            | 63         |            |            |            | —          | —          | —          | —          | —          |
| 1981/82            | «Торпедо» У-К             | —         | —         | —         | —         | —         |            | 55         |            |            |            | —          | —          | —          | —          | —          |
| 1982/83            | «Торпедо» У-К             | —         | —         | —         | —         | —         |            | 56         |            |            |            | —          | —          | —          | —          | —          |
| 1983/84            | «Торпедо» У-К             | —         | —         | —         | —         | —         |            | 38         |            |            |            | —          | —          | —          | —          | —          |
| 1984/85            | «Торпедо» У-К             | —         | —         | —         | —         | —         | 51         | 43         | 33         |            |            | —          | —          | —          | —          | —          |
| 1985/86            | «Торпедо» У-К             | —         | —         | —         | —         | —         | 64         | 53         | 45         |            |            | —          | —          | —          | —          | —          |
| 1986/87            | «Торпедо» У-К             | —         | —         | —         | —         | —         | 63         | 60         | 48         |            |            | —          | —          | —          | —          | —          |
| 1987/88            | «Торпедо» У-К             | 26        | 20        | 7         |           |           | 36         | 26         | 23         |            |            | —          | —          | —          | —          | —          |
| 1988/89            | «Торпедо» У-К             | —         | —         | —         | —         | —         | 61         | 44         | 46         |            |            | —          | —          | —          | —          | —          |
| Усього в СРСР      | Усього в СРСР             | 26        | 20        | 7         |           |           |            |            |            |            |            |            | 80         |            |            |            |
| 1989/90            | ГПК                       | 44        | 18        | 51        |           |           | —          | —          | —          | —          | —          | —          | —          | —          | —          | —          |
| 1990/91            | ГПК                       | 52        | 14        | 26        |           |           | —          | —          | —          | —          | —          | —          | —          | —          | —          | —          |
| Усього у Фінляндії | Усього у Фінляндії        | 96        | 32        | 77        |           |           | —          | —          | —          |            |            |            |            |            |            |            |
| 1991/92            | «Ратінген»                | —         | —         | —         |           |           | 43         | 37         | 43         |            |            | —          | —          | —          | —          | —          |
| 1992/93            | «Ратінген»                | 5         | 1         | 4         |           |           | —          | —          | —          | —          | —          | —          | —          | —          | —          | —          |
| Усього в Німеччині | Усього в Німеччині        | 5         | 1         | 4         |           |           | 43         | 37         | 43         |            |            |            |            |            |            |            |